# Бельчин
Бельчин (укр. Більчин) — село в Изяславском районе Хмельницкой области Украины.
Население по переписи 2001 года составляло 406 человек. Почтовый индекс — 30344. Телефонный код — 3852. Занимает площадь 1,051 км². Код КОАТУУ — 6822184202.

## Местный совет
30344, Хмельницкая обл., Изяславский р-н, с. Мыслятин, ул. Горинская, 21а